# Lee Child
Lee Child (Coventry, Regne Unit 1954), pseudònim de Jim Grant, és un escriptor britànic de novel·la detectivesca. El protagonista de les seves novel·les és Jack Reacher, un ex oficial de la policia militar nord-americana que, després de deixar l'exèrcit, decideix començar una vida de rodamón pels Estats Units.

## Biografia
Fill d'un funcionari, Lee Child va néixer a Coventry l'any 1954, però als quatre anys es va traslladar amb els seus pares i els seus tres germans a Birmingham. Grant va anar a l'Escola Primària Cherry Orchard de Handsworth Wood fins a l'edat d'11 anys. El germà petit, Andrew Grant, també és escriptor de novel·la negra.
L'any 1974 va entrar a la Facultat de Dret de la Universitat de Sheffield, però sense la intenció de desenvolupar els seus estudis professionalment. Acabada la seva etapa universitària comença a treballar a Granada Television, a Manchester, fins al 1995.

## Carrera literària
Després de deixar la feina per una reestructuració de la companyia, Grant decideix començar a escriure novel·les. L'any 1997 surt Killing Floor, mereixedora del Premi Anthony Award a la Millor opera prima i l'any després se'n va a viure als Estats Units.
El seu pseudònim com a escriptor, "Lee", prové d'una broma familiar per un error de pronunciació de Reanult's Le Car, mentre que "Child" fou una estratègia per tal de figurar a les prestatgeries de les llibreries entre dues estrelles de la literatura de misteri com Raymond Chandler i Agatha Christie.
Grant diu que va escollir el nom de Reacher (aconseguidor, en català) per al protagonista de les seves novel·les un dia que estava comprant amb la seva dona en un supermercat. La Jane li va dir que, com que en Grant és molt alt, si no triomfava com a escriptor sempre podia treballar en un supermercat posant a l'abast de la gent els articles que estan més amunt.
Personalment, Grant és seguidor de l'equip de futbol Aston Villa, i ha utilitzat noms dels jugadors en algunes obres.
Alguns llibres de la saga Jack Reacher estan escrits en primera persona mentre que n'hi ha d'altres en tercera persona. Child caracteritza els llibres com històries de venjança, inspirat pel sentiment de ràbia que va sentir quan el van acomiadar.
El 2007, Grant va col·laborar amb 14 escriptors més per crear un thriller radiofònico de 17 episodis narrats per Alfred Molina emesos per Audible.com des del 25 de setembre fins al 13 de novembre de 2007.
Grant fou elegit president de l'associació Mystery Writers of America l'any 2009.
El 2012 el guionista i director dels Estats Units Christopher McQuarrie va adaptar al cine la novel·la Un tret (One Shot) amb el títol de Jack Reacher i amb Tom Cruise com a protagonista i on apareix el mateix Grant en un cameo fent de policia.